# Ейвондейл (Пенсільванія)
Ейвондейл (англ. Avondale) — місто (англ. borough) в США, в окрузі Честер штату Пенсільванія. Населення — 1274 особи (2020).

## Географія
Ейвондейл розташований за координатами 39°49′34″ пн. ш. 75°46′53″ зх. д. / 39.82611° пн. ш. 75.78139° зх. д. (39.826215, -75.781343).  За даними Бюро перепису населення США в 2010 році місто мало площу 1,28 км², з яких 1,25 км² — суходіл та 0,03 км² — водойми.

## Демографія
Згідно з переписом 2010 року, у селищі мешкало 1265 осіб у 329 домогосподарствах у складі 250 родин. Густота населення становила 986 осіб/км².  Було 353 помешкання (275/км²).
Расовий склад населення:
| - 57,7 % — білих - 8,9 % — чорних або афроамериканців - 1,4 % — корінних американців - 0,8 % — азіатів - 28,4 % — осіб інших рас |

До двох чи більше рас належало 2,8 %. Частка іспаномовних становила 59,0 % від усіх жителів.
За віковим діапазоном населення розподілялося таким чином: 29,2 % — особи молодші 18 років, 64,2 % — особи у віці 18—64 років, 6,6 % — особи у віці 65 років та старші. Медіана віку мешканця становила 27,8 року. На 100 осіб жіночої статі у селищі припадало 131,7 чоловіків;  на 100 жінок у віці від 18 років та старших — 130,9 чоловіків також старших 18 років.
Середній дохід на одне домашнє господарство  становив 78 523 долари США (медіана — 68 516), а середній дохід на одну сім'ю — 77 590 доларів (медіана — 63 125). Медіана доходів становила 27 008 доларів для чоловіків та 26 544 долари для жінок. За межею бідності перебувало 13,6 % осіб, у тому числі 23,2 % дітей у віці до 18 років та 4,1 % осіб у віці 65 років та старших.
Цивільне працевлаштоване населення становило 859 осіб. Основні галузі зайнятості: сільське господарство, лісництво, риболовля — 34,9 %, освіта, охорона здоров'я та соціальна допомога — 16,1 %, мистецтво, розваги та відпочинок — 10,9 %, роздрібна торгівля — 7,7 %.